# Neomyro amplius
Neomyro amplius is een spinnensoort in de taxonomische indeling van de Desidae.
Het dier behoort tot het geslacht Neomyro. De wetenschappelijke naam van de soort werd voor het eerst geldig gepubliceerd in 1973 door Raymond Robert Forster & Wilton.